# Wolfgang Rupert Muhr

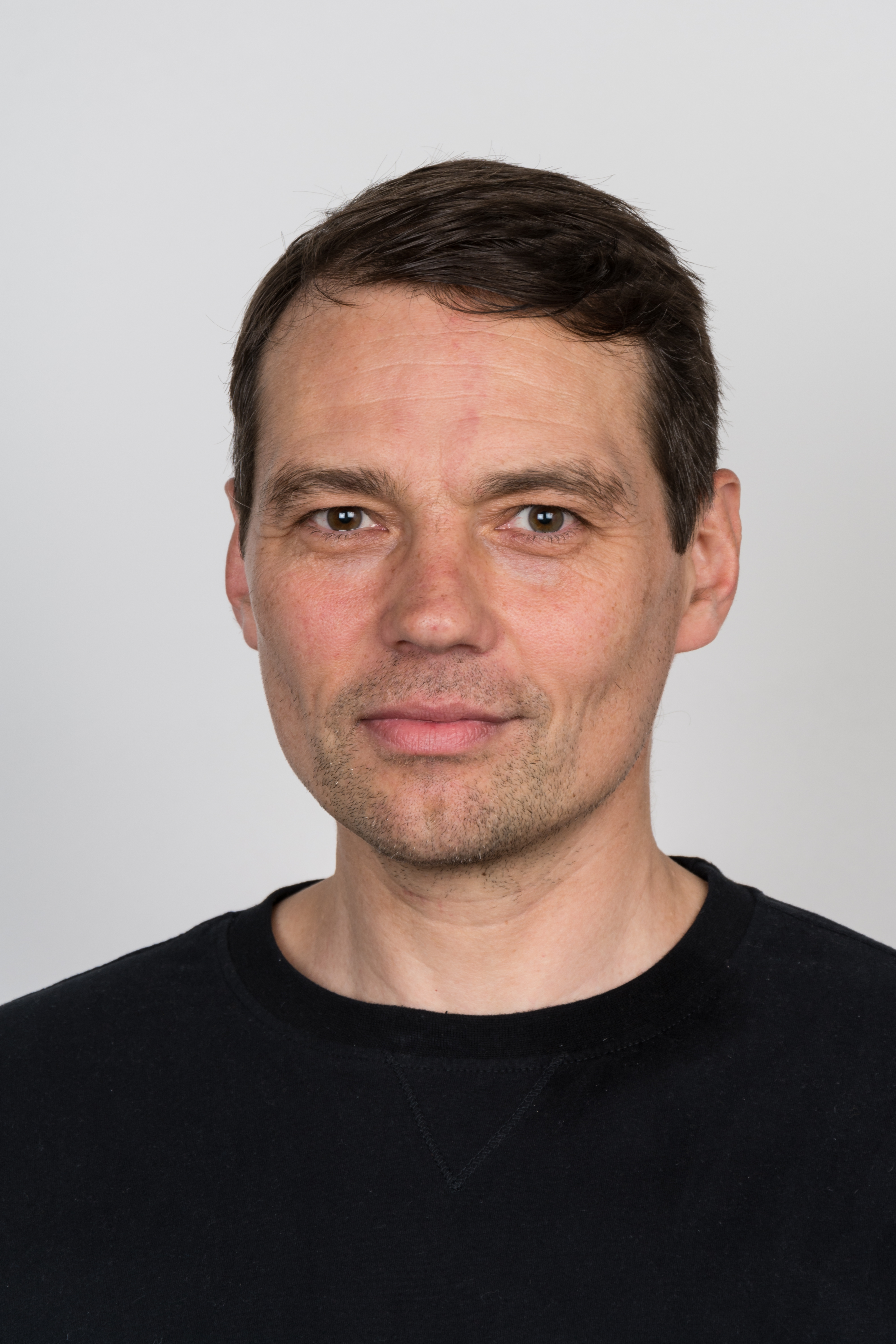
Wolfgang Rupert Muhr (2016)

Wolfgang Rupert Muhr (* 19. Mai 1976 in Wien) ist ein österreichischer Schauspieler, Autor und Regisseur.

## Leben
Wolfgang Rupert Muhr besuchte die Schauspielschule des Volkstheaters in Wien. Er wirkte als Theaterschauspieler an mehreren Bühnen im deutschsprachigen Raum, unter anderem am Wiener Volkstheater, am Stadttheater Bern, am Schauspiel Frankfurt und am Theater in der Josefstadt. Er verfasste Theaterstücke, so Lemminge im Kopf, das 1996 am dietheater Konzerthaus Wien uraufgeführt wurde, und das Dramolett Dezibel entscheiden, das 1999 am Burgtheater zur Aufführung kam. Ferner ist er Autor der von Ö1 produzierten Hörspiele Frau Karlova bittet zu Tisch (2000) und Station Zebra (2001). Muhr begann im Jahr 2000 das Drehbuchstudium und im Jahr 2002 das Regiestudium an der Filmakademie Wien. Er wirkte als Schauspieler an mehreren Film- und Fernsehproduktionen mit, während er als Filmregisseur 2006 mit Lonely at the Top – einem Kurzporträt der Diseuse und Schauspielerin Lucy McEvil – einen ersten Achtungserfolg auf mehreren Filmfestivals erzielte. Der Film wurde unter anderem am Kasseler Dokumentarfilm- und Videofest und bei Vienna Independent Shorts gezeigt. Ebenfalls 2006 visualisierte er gemeinsam mit Christian Haake für den Wiener Musikverein Maurice Ravels Liederzyklus Chansons madécasses. Muhr schloss 2007 sein Drehbuch-Studium und 2014 sein Regie-Studium an der Filmakademie Wien ab. Sein Diplomfilm ist Paranoid Point (2013). Sein erster Langfilm Centaurus, der sich genremäßig zwischen Thriller und Magic Realism bewegt, hatte 2015 beim Filmfestival Diagonale in Graz Premiere.

## Filmografie
- 1999: Die Neue – Eine Frau mit Kaliber – Nur der Tod ist umsonst (Darsteller)
- 2001: Medicopter 117 – Jedes Leben zählt – Kamikaze (Darsteller)
- 2001: Die Quotenmacher (Darsteller)
- 2002: Aus.schluss (Darsteller)
- 2002: Begun in Hollywood – Finished in Vienna (Regie, Drehbuch)
- 2002: Medicopter 117 – Jedes Leben zählt – Rache um jeden Preis (Darsteller)
- 2003: Voodoo Master (Regie, Drehbuch)
- 2005: Lebewohl, Bruder! (Regie, Drehbuch)
- 2006: Entfernungen (Drehbuchberatung)
- 2006: Lonely at the Top (Regie, Drehbuch, Produktion, Schnitt)
- 2006: Lovers’ Campus (Regie, Drehbuch)
- 2007: Facetten (Darsteller)
- 2008: Bildwerfer – Die 11 Stufen des Helden (Darsteller)
- 2008: Anwesen(de) am Stein 16 (Regie, Drehbuch)
- 2008: Todesnachrichten (Darsteller)
- 2009: Rimini (Darsteller)
- 2013: Paranoid Point (Regie, Drehbuch)
- 2015: Centaurus (Darsteller, Regie, Drehbuch, Produktion)
- 2019: Blind ermittelt – Das Haus der Lügen
- 2020: Fuchs im Bau (Darsteller)

## Auszeichnungen
- Goldener Bobby, Filmfestival der Filmakademie Wien 2005
- Goldener Bär und Preis der Stadt Ebensee, Festival der Nationen 2007
- Bester internationaler Kurzfilm, Garden State Film Festival 2007
- Literar-Mechana-Drehbuchstipendium 2007
- Publikumspreis und 3. Platz Wettbewerb, Shortynale 2009
- Carl-Mayer-Drehbuchpreis 2010 (für Großmattglocknerhorn)
- Carl-Mayer-Drehbuchpreis 2014 (für Mehr als allein)[3]